# کردی سنجابی
کردی سِنجابی یا سِنجاوی یکی از گویش‌های زبان کردی است که به عنوان یکی از گویش‌های کردی جنوبی دسته‌بندی شده و در میان ایل سِنجابی تکلم می‌شود.

## حوزهٔ رواج
کردی سنجابی در میان مردم سِنجابی رواج دارد و در منطقهٔ سنجابی در استان کرمانشاه تکلم می‌شود. این منطقه دو دهستان سنجابی و هفت‌آشیان در شهرستان کرمانشاه را در بر می‌گیرد و مرکز آن شهرهای کرمانشاه و کوزران است.
یاسنت لویی رابینو کنسول انگلستان در کرمانشاه در گزارشی که از شهر کرمانشاه در اوایل قرن بیستم ارائه داده، می‌نویسد:
«زبان شهرنشینان کرمانشاه کردی است. گویش شهر بسیار به گویش سنجابی و گویش کلهر نزدیک است...»
گویش کردی سنجابی قرابت بسیار زیادی با گویش کردی زنگنه‌ای دارد که در میان بخش‌هایی از ایل زنگنه و به ویژه در هرسم رایج است. این بدین دلیل است که بدنهٔ اصلی ایل سنجابی در گذشته بخشی از ایل زنگنه بوده و در قرن نوزدهم از این ایل جدا شده و با به هم پیوستن چند طایفهٔ دیگر ایلی جدید به نام ایل سنجابی را به ریاست حسن‌خان بختیار سنجابی تشکیل داده‌است. علاوه بر این کردی سنجابی با لکی شباهت بسیار بالایی دارد و در بسیاری از ویژگی‌ها مشابه است. همچنین این گویش شباهت بسیار بالایی را با کردی کلهری دارد.

## ویژگی‌های دستوری
کردی سنجابی همانند زنگنه‌ای پیشوند /مه/ را در مورد افعال استمراری در خود حفظ کرده و از این نظر به کردی گورانی، کردی باجلانی، کردی هورامی، و کردی لکی شباهت دارد. اما بر خلاف کردی لکی و کردی هورامی ویژگی ارگاتیو را دارا نیست و از این حیث به کردی کلهری شباهت دارد. در رابطه با ویژگی‌های آوایی و ابدال‌ها نیز این گویش، بیشترین شباهت را با کردی کلهری دارد. همچنین در رابطه با واحدهای زبرزنجیری کردی سنجابی شباهت بسیار بالایی با کردی کلهری دارد.